# Вјесник
Вјесник је био политички дневни лист из Загреба. Био је једна од значајних издавачких кућа у Хрватској, која је издавала низ различитих издања, а у време Социјалистичке Федеративне Републике Југославије имао је посебно велик значај.
Први број изашао је 24. јуна 1940. године, а лист се звао „Политички вијесник“. У ствари, приликом штампе је начињена правописна грешка, па је стајало погрешно „вијесник“ уместо „вјесник“. Лист је покренуо, тада илегални, Централни комитет Комунистичке партије Хрватске. Почетком 1941. године лист добија назив „Вјесник радног народа“.
Почетком Другог светског рата излазио је као месечник, тада назван „Вјесник Хрватског јединственог народно-ослободилачког фронта“, преселивши се у јесен 1941. године на ослобођену територију Кордуна, а 1942. године у заселак Томићи, код Дрежнице. У заглављу листа је од августа 1941. године стојала парола „Смрт фашизму — слобода народу“ која је касније прихватио читави Народноослободилачки покрет. Од 1943. године лист се штампао на планини Капели, поновно као недељник. Редакција се, сходно току рата, наставила селити, а у јануару 1945. године стиже у Сплит.
Од 11. маја 1945. године, под именом „Вјесник“, излази као дневник. Тек се тада и службено у импресуму наводи име главног уредника, који је тада био Шериф Шеховић. 
Шездесетих година шири се дописничка мрежа, лист се садржајно освежава, а тираж расте. Вјесникова кућа тада издаје часописе и ревије, од којих су најпознатији били „Вјесник у сриједу“ и „Старт“. Покреће се и акција „Плава врпца Вјесника“, награда за подухвате спашавања на мору.
Почетком седамдесетих година, лист достиже тираж од преко 100.000 примерака. Године 1990. долази у интересну сферу нове, ХДЗ-ове власти. Краће време, 1992. и 1993. године, лист је носио назив „Нови вјесник“. Од 1998. године почео је да излази на интеренту и тако постао прве хрватске дневне новине које су закорачиле у свет интернет издаваштва.

## Гашење
Након 72 године Вјесник је престао са радом јер њихов власник - Народне новине и заинтересовани купац OAK Investment из Велике Британије нису постигли договор око продаје листа.
Последње штампано издање издато је 20. априла 2012. године. Након тога од 26. априла излази у електронском облику (Е-новине), а затим наставља да постоји само као интернет портал Vjesnik.hr, да би коначно портал 12. јуна 2012. престао да буде ажуриран.

## Неки од Главних уредника Вјесника
- Шиме Бален
- Јосип Врховец
- Јосип Ђерђа
- Младен Ивековић
- Шериф Шаховић